# Mierkever
De (bonte) mierkever (Thanasimus formicarius) is een kever uit de familie van de mierkevers (Cleridae).

## Beschrijving
De kever heeft een kenmerkend kleurenpatroon en is daardoor goed herkenbaar. De dekschilden zijn zwart met twee witte banden, die onder en boven het midden van de dekschilden liggen. De voorzijde van de dekschilden en het halsschild zijn rood, de kop is zwart. Vanwege de zwart met rode kleuren, en duidelijke afsnoering van de kop en borststuk doet de kever wat aan een mier denken. Het achterlijf onder de dekschilden is helemaal rood en steekt aan de achterkant iets uit. De lengte is ongeveer 7 tot 10 millimeter.

## Levenswijze
De mierkever leeft in naaldbossen, en wordt gezien als een zeer nuttige soort. Zowel de larve als de volwassen kever maken jacht op bastbewonende insecten als schorskevers. Ze zijn erg gespecialiseerd en worden, net als hun prooien, aangetrokken door de geur van beschadigde naaldbomen. De mierkevervrouwtjes leggen de eitjes bij die van een schorskever zodat de larven direct wat te eten hebben. De mierkeverlarven eten vooral larven en poppen van de schorskever, de volwassen kever vangt vooral imagines. Een gevangen schorskever wordt eerst 'gepeld' en van zijn pootjes ontdaan en daarna in stukken gebroken en opgegeten.

## Voortplanting
Een vrouwtje paart met meerdere mannetjes, elk mannetje bevrucht steeds slechts enkele eitjes, waarna deze worden afgezet en het volgende mannetje paart en weer een paar eitjes bevrucht. Dit heeft meerdere voordelen, de eitjes worden zo niet allemaal op dezelfde plaats afgezet maar goed verspreid. Ook is deze vorm van voortplanting goed voor de genetische variatie binnen de soort; de eitjes van de vrouwtjes hebben verschillende vaders.